# Station Lunde (Noorwegen)
Station Lunde is een spoorwegstation in het dorp Lunde in de  gemeente Nome in Telemark in het zuiden van Noorwegen. Het station, aan Sørlandsbanen, werd geopend in 1925. 